# Меловая (приток Камышной)
Меловая (укр. Мілова) — река в Луганской области Украины, левый приток реки Камышной (бассейн Северского Донца). Длина 28 км. Площадь водосборного бассейна 345 км². Уклон 3,2 м/км. Долина широкая, асимметричная. Русло умеренно извилистое, шириной 0,5-1,5 м. Проводится залужение берегов. Используется на сельскохозяйственные нужды.
В бассейне реки находится филиал Луганского заповедника — Стрелецкая степь.

## Течение
Берёт начало на южной окраине посёлка городского типа Меловое Меловского района Луганской области. Вначале течёт на запад, у села Великоцк принимает слева свой крупнейший приток — реку Черепаху. Далее течёт на западо-юго-запад, впадает слева в реку Камышную напротив села Стрельцовка.
Протекает по территории Меловского района Луганской области.
На реке сооружены пруды.

## Бассейн
- Меловая
  - Черепаха — (л)

## Населённые пункты
- с. Яснопроминское
- с. Великоцк
- с. Заречное
- с. Новострельцовка